# Stearman XA-21
Il Stearman XA-21 era un aereo da bombardamento statunitense prodotto dalla Stearman Aircraft negli anni trenta del XX secolo e rimasto allo stadio di prototipo

## Storia del progetto

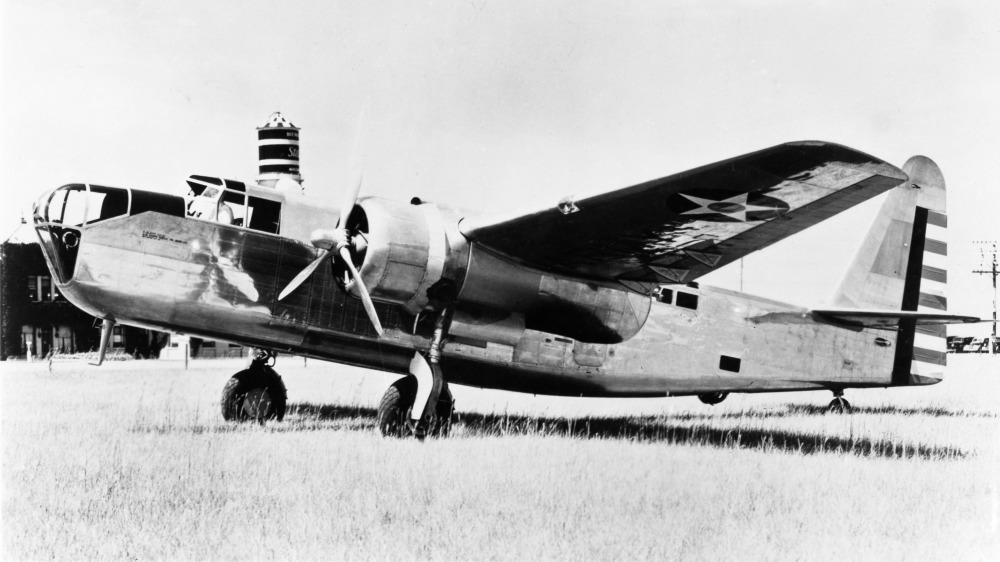
Lo Stearman XA-21 con muso modificato a terra, vista di fianco.

Alla fine degli anni trenta del XX secolo l'United States Army Air Corps emise il requisito per un bombardiere da attacco leggero, bimotore. La specifica dell'US Army 38-38 richiedeva un aereo in grado di trasportare 1.200 libbre di bombe per 1.200 miglia ad una velocità di almeno 200 miglia orarie. A questa specifica risposero cinque produttori aeronautici, Bell, Douglas, North American, Martin e Stearman, con scadenza per la presentazione dei progetti il 17 marzo 1939. Il progetto Bell Model 9 alimentato da due motori Allison raffreddati a liquido non superò mai la fase di progettazione, ma degli altri quattro furono costruiti un prototipo a spese dell'azienda e consegnati all'esercito per i collaudi in volo. La Douglas costruì il Modello 7B, la Martin il Modello 167F, la North American il Modello NA-40, mentre la Stearman Aircraft realizzò lo X-100. I prototipi del Douglas 7B e del North American NA-40 precipitarono entrambi durante i collaudi, prima della consegna all'esercito, l'aereo Douglas nel gennaio 1939 e il North American NA-40 nell'aprile dello stesso anno. L'esercito fu soddisfatto di nessuno dei velivoli presentate e nell'aprile 1939 richiese nuovi progetti a tutte e cinque le società. L'US Army Air Corps alla fine scelse il Douglas DB-7, e nel dicembre acquistò lo Stearman X-100 e lo designò XA-21 con il numero di serie 40-191. Nell'interesse dell'aerodinamica, il profilo originale del muso dell'X-100 formava una linea ininterrotta con la parte superiore della fusoliera, costringendo il pilota a guardare in avanti attraverso la postazione del bombardiere. Alla ricerca di una migliore visuale in avanti per il pilota, il muso fu modificato durante la fase dei test di volo nella configurazione standard del parabrezza ribassato utilizzato dalla maggior parte dei bombardieri e dei velivoli da trasporto contemporanei.

## Descrizione tecnica

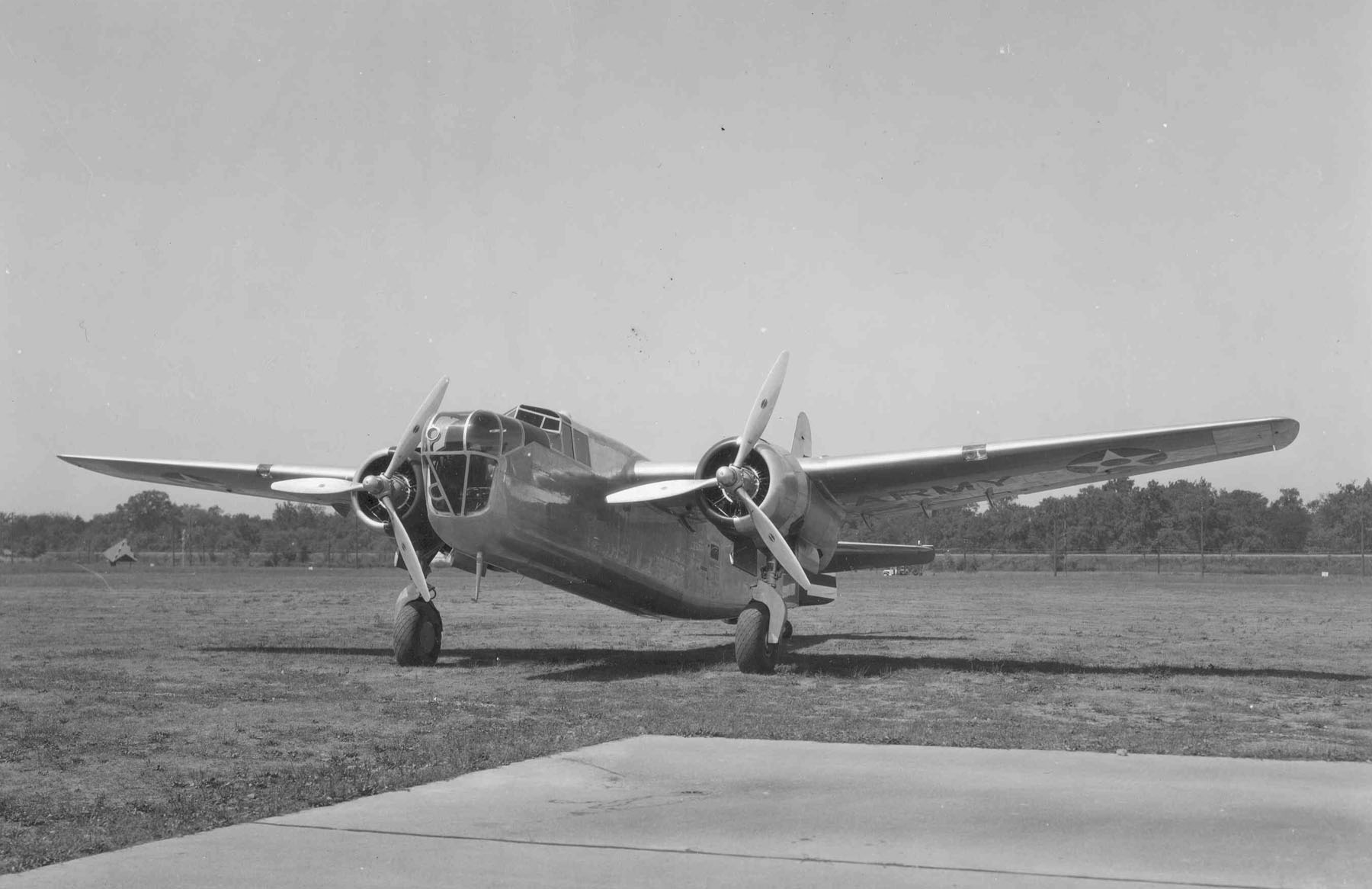
Lo Stearman XA-21 con muso modificato a terra, vista frontale.

Aereo da bombardamento, monoplano, bimotore, triposto. L'ala era posta in posizione alta, ed ospitava le gondole dei propulsori. Il bordo d'uscita dell'ala portava flap di tipo Fowler sia all'interno che all'esterno delle gondole del motore. La fusoliera terminava con un impennaggio monoderiva. Il carrello d'atterraggio era triciclo posteriore, completamente retrattile, ad azionamento elettrico. Le gambe principali rientravano all'indietro nella parte posteriore della gondola motore, mentre il ruotino di coda, orientabile, all'interno della parte terminale della fusoliera.  La propulsione era affidata a due radiali Pratt & Whitney R-2180-7 a 14 cilindri doppia stella, raffreddati ad aria, eroganti la potenza di 1 400 hp (1 030 kW) a 2.500 giri/minuto a 0 m. Ognuno di essi azionava un'elica tripala metallica a velocità costante. L'equipaggio era composto da tre persone, pilota, bombardiere, mitragliere. Il bombardiere e il pilota sedevano in tandem sotto un tettuccio trasparente con un muso dal profilo liscio. L'operatore radio/mitragliere sedeva in una cabina trasparente separata nella parte posteriore della fusoliera e controllava le torrette azionate manualmente nelle posizioni dorsale e ventrale. Il mitragliere posteriore poteva azionare quattro mitragliatrici da 0,30 pollici: una in una torretta dorsale ad azionamento manuale, una montata su ciascun lato che sparava da una presa flessibile e una montata all'interno di una presa flessibile a forma di sfera montata sul fondo della fusoliera. Era stato previsto che un quarto membro dell'equipaggio assistesse nell'uso delle mitragliatrici difensive. 
L'armamento si basava su 4 mitragliatrici Browning M1919 calibro 7,62 mm alari,  4 mitragliatrici Browning M1919 calibro 7,62 mm posteriori, 1 mitragliatrice Browning M1919 calibro 7,62 mm anteriore, mentre il carico massimo di bombe era pari a 1.200 kg (2.700 libbre).

## Impiego operativo

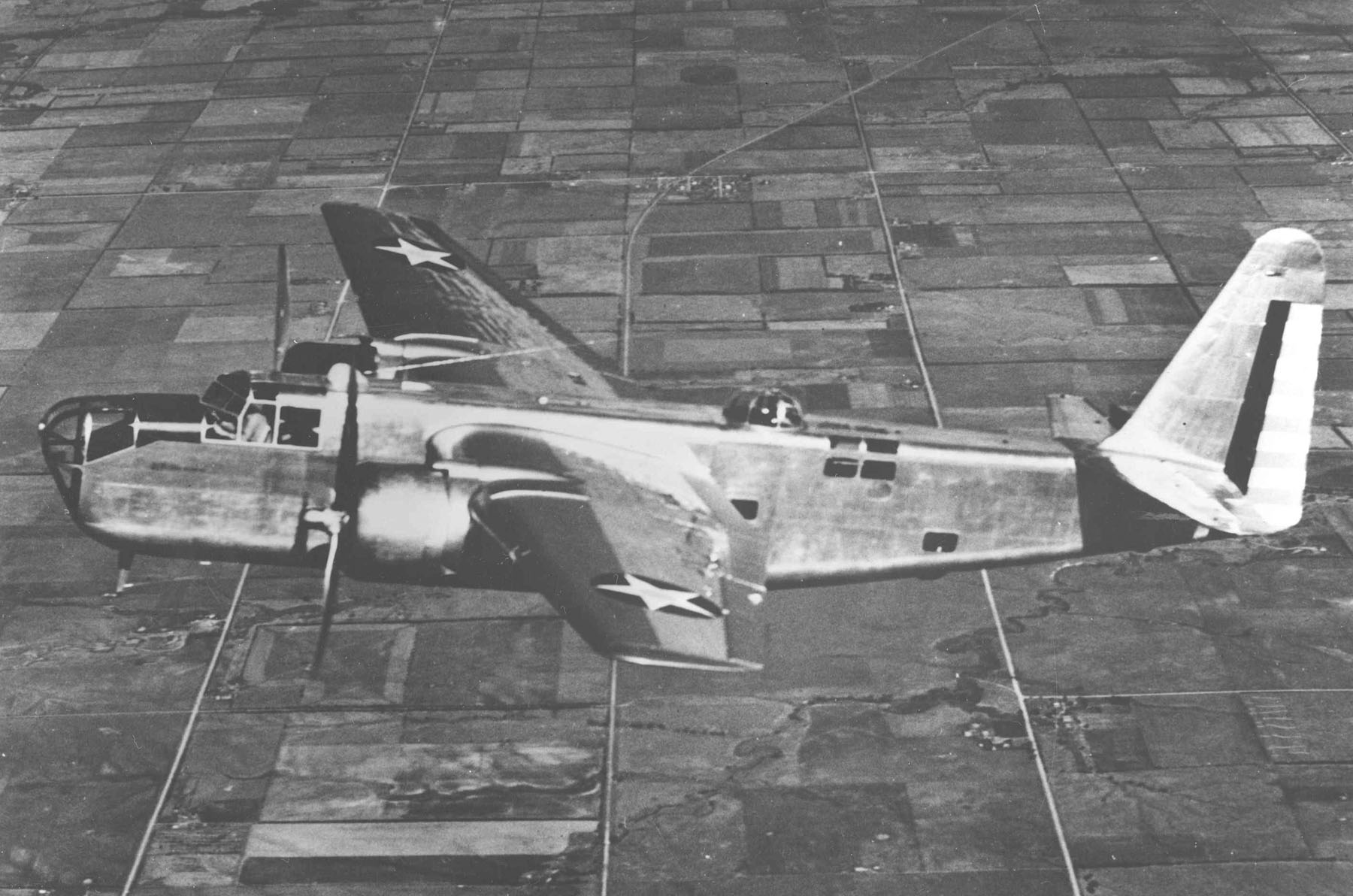
Lo Stearman XA-21 con muso modificato in volo.

L'US Army Air Corps alla fine scelse il Douglas DB-7, e nel dicembre acquistò lo Stearman X-100 e lo designò XA-21 con il numero di serie 40-191. Nell'interesse dell'aerodinamica, il profilo originale del muso dell'X-100 formava una linea ininterrotta con la parte superiore della fusoliera, costringendo il pilota a guardare in avanti attraverso la postazione del bombardiere. Alla ricerca di una migliore visuale in avanti per il pilota, su richiesta dell'USAAC il muso fu modificato durante la fase dei test di volo nella configurazione standard del parabrezza ribassato utilizzato dalla maggior parte dei bombardieri e dei velivoli da trasporto contemporanei. 
La Stearman, che a quel punto era diventata una divisione della Boeing, modificò l'aereo e lo restituì a Wright Field per ulteriori test di volo.
Nella nuova configurazione la velocità massima dell'XA-21 era leggermente ridotta, ma le prestazioni complessive dell'aereo erano più o meno le stesse di avere il muso originale. Lo Stearman XA-21 non fu ordinato per la produzione, in serie, e il prototipo fu successivamente demolito.

### Utilizzatori
Stati Uniti
- United States Army Air Corps

### Fonti
1. 1 2  Bowers 1989, pp. 272-273.
2. 1 2 3 4  National Museum.
3. 1 2 3 4 5 6 7 8 9 10 11 12 13  National Museum.
4. 1 2  Bowers 1989, p. 272.
5. 1 2 3 4 5 6 7 8  Joe Baugher.
6. 1 2 3  Bowers 1989, p. 273.